# Grande peste di Siviglia
La grande peste di Siviglia fu la più grande epidemia di peste che colpì la città di Siviglia, causando, tra il 1647 e il 1652, la morte di almeno 60 000 persone, pari a circa il 46% della popolazione cittadina di quel tempo.

## Epidemia

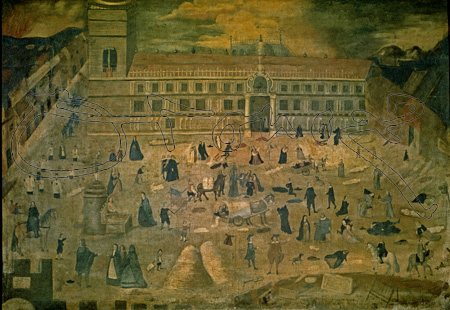
Quadro raffigurante l'epidemia di Siviglia

La peste ha costituito la più grande crisi epidemica che la città di Siviglia abbia incontrato in tutta la sua storia moderna. Numerosi cronisti raccontano l'evento: Diego Ortiz de Zúñiga, Caldera Heredia o l'autore anonimo delle Memorie di Siviglia pubblicate da Morales Padrón.
La peste si diffuse prima a Valencia, causando la morte di 30 000 persone. Raggiunse in seguito l'Andalusia e Siviglia, prima di toccare la Corona d'Aragona.
A Malaga, l'epidemia causò 40 000 morti, ma Siviglia non assunse nessuna misura di prevenzione. Quando la peste raggiunse la città, migliaia di persone perdevano la vita ogni giorno. Sebbene il contagio avesse colpito l'intera città, raggiunse la sua massima virulenza nei quartieri più poveri e sovraffollati come Triana. È stato scritto che nella spianata che si apriva tra le mura e l'Hospital de la Sangre (la moderna sede del Parlamento d'Andalusia) fosse radunata una folla immensa in attesa di un letto nell'ospedale.
Per seppellire velocemente il numero enorme di cadaveri che si accumulava, vennero aperte in tutta la città delle fosse comuni: in luoghi come la periferia della Puerta Real, El Baratillo, il convento di San Jacinto, la Macarena, Osario e il Prado de San Sebastián. Nella città, circolavano senza interruzione delle carrette per prendere i morti e portarli via.

## Epidemie correlate
- Peste del 1652 in Sardegna
- Peste del 1656 nel Regno di Napoli